# Red Velvet
A Red Velvet (hangul: 레드 벨벳, RR: Redeu Belbet) az SM Entertainment által alapított és menedzselt dél-koreai lányegyüttes. 2014. augusztus 1-én debütáltak a Happiness című digitális kislemezzel, kezdetileg négy taggal: Irene, Seulgi, Wendy és Joy. Yeri 2015 márciusában csatlakozott a csoporthoz első középlemezük, az Ice Cream Cake megjelenése után. Zeneileg a Red Velvet egyedülálló kettős szonikus koncepciót alkalmaz, amely tükrözi a saját csoportjuk nevét: a túlnyomórészben popzenei "vörös" oldaluk kísérletezik alkalmanként elektronikus, funk és hip hop zenei elemekkel, míg a "bársony" oldaluk a '90-es évek által befolyásolt R&B-re összpontosít, balladai és jazz zenei elemekkel.
A csoport koreai nyelvű diszkográfiája két stúdióalbumot, egy új kiadású albumot, egy összeállítást és kilenc középlemezt tartalmaz – amelyek közül tizenegy a dél-koreai Gaon albumlistán szerepel. A Red Flavor és a Power Up slágerek a Gaon Digital Chart első helyén szerepelnek; más kislemezek listájával az első ötben, köztük a Happiness, Ice Cream Cake, Dumb Dumb, Russian Roulette, Rookie, Peek-a-Boo, Bad Boy és a Psycho. A csoport a #Cookie Jar (2018) és a Sappy (2019) középlemezével a japán zenei életbe is belépett.
A Red Velvet karrierje során számos elismerést kapott, köztük a 2015-ös Golden Disc New Artist Awardot, a 2017-es Mnet Asian Music Award-ot a legjobb női csoportért, 2018-ban a Korean Music Awardsot legjobb popdalért a Red Flavor-lal és a 2019-es Év Dala díjat az Asia Artist Awardson az Umpah Umpah című dallal. A csoportot széles körben dicsérik sokszínű diszkográfiájuk és fülbemászó dalaik miatt, 2020 februárjától az ötödik legtöbbet streamelt K-pop előadó a Spotify-on. Országosan a Forbes Korea elismerte őket Dél-Korea egyik legnépszerűbb hírességeként 2018-ban  és 2019-ben. Nemzetközi szinten a Time és a Billboard az egyik legnépszerűbb K-pop csoportnak nevezi őket, és gyakran idézik őket a koreai hullám és a koreai kultúra terjedéséhez való hozzájárulásuk miatt.

## Történetük

### 2007–2014: Megalakulás és debütálásuk
A Red Velvet 2007-ben kezdte megalakulását, amikor az SM Entertainment Seulgi-t meghallgatásán gyakornokává választotta. Irene-t 2009-ben, Yeri-t pedig 2011-ben választották. 2012-ben Wendyt és Joy-t az SM Global Auditions vette fel Kanadában, illetve Szöulban. A Red Velvet bemutatkozásának előkészítése 2013 végén kezdődött, Irene és Seulgi 2013 decemberében, Wendy pedig 2014 márciusában mutatkozott be az SM Entertainment SM Rookies gyakornok csoportján keresztül. Irene és Seulgi cameomegjelenést tett az akkori kiadótárs, Henry 1-4-3 (I Love You) és Fantastic című dalok zenei videójában;  Seulgi Henry Butterfly című dalában is szerepelt. 2014 márciusában, Wendy, korábban az SR14G tagjaként, bevezetésre került a Because I Love You című dallal, első szólóénekesi filmzenei kiadásával, amit Mimi című Mnet drámasorozatban használtak. A csoport debütálásáról szóló pletykák júliusban figyelmet keltettek, amit az SM Entertainment később megerősített. Joy tag hozzáadásával a kvartett 2014-ben debütált, mint az SM Entertainment első lánycsoportja öt év után, és 2012 óta az első idolcsoport.

### 2014–2015: Debütálás, Yeri felvétele és áttörés

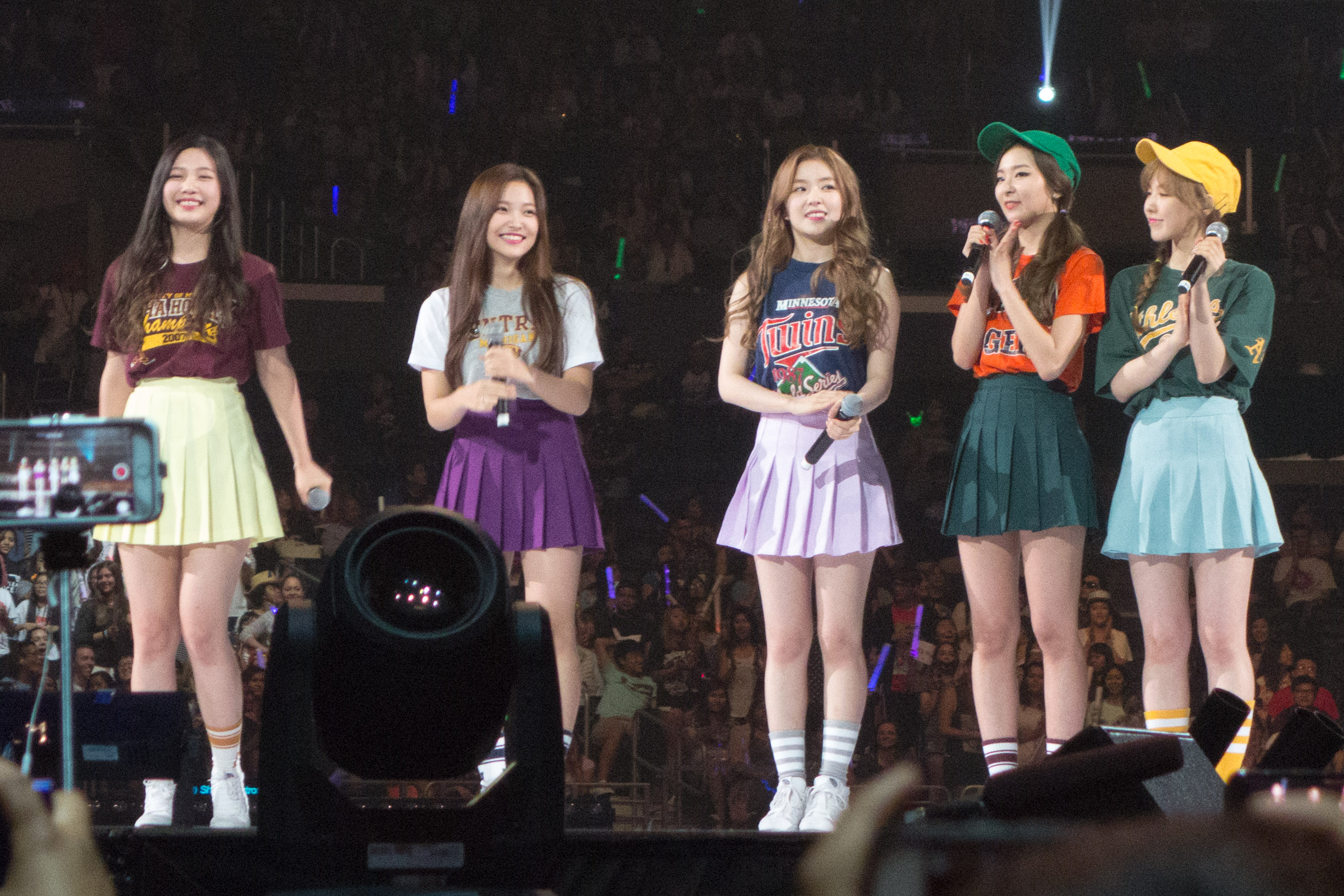
Red Velvet Los Angelesben, a KCON 2015-ön

A Red Velvet hivatalosan 2014. augusztus 1-jén debütált, a Music Bank programban. Debütáló kislemezük, a Happiness augusztus 4-én jelent meg digitálisan. A dalt, egy városi europop- dalt "erős szintetizátor hangzással" és " afrikai törzsi ütemmel " , Ju Jongdzsin írta, és Will Simms, Chad Hugo (The Neptunes), Chris Holsten és Anne Judith Wik komponálta. (Dsign Music). A Happiness eredeti videoklipje a megjelenés első 24 órájában több mint 2 millió megtekintést kapott a YouTube-on, mielőtt a problémás háttérképekkel kapcsolatos vita miatt eltávolították volna, és lecserélték őket egy szerkesztett verzióra. A Happiness volt a világ második legnézettebb K-pop zenei videója 2014 augusztusában. A Red Velvet lett az első K-pop lánycsoport, amely bemutatta debütáló kislemezét a Billboard World Digital Songs toplistáján, ahol a 4. helyen tetőzött. A csoport 2014. október 13-án jelentette meg második digitális kislemezét, a Be Natural -t. A dal, amely magában foglalja az akkori SR14B tag, Taeyong rapversét, az SES, az SM Entertainment első lánycsoportjának 2000-ben kiadott azonos című kislemezének feldolgozása volt. A dalhoz tartozó videoklipet Kvon Szunuk és Szim Dzsevon rendezte, Kyle Hanagami volt a koreográfus, Irene és Seulgi pedig egy, debütálásuk előtti SM Rookies előzetesében látott eredeti koreográfiát mutatott be. A csoport október 9-én kezdte meg a promóciókat, és először jelent meg M Countdown showban. A dal a Gaon Digital Chart 33. és a Billboard World Digital Songs toplistáján a 6. helyen végzett. A Red Velvet elnyerte az "Év újonca" címet a Golden Disc Awards és a Seoul Music Awards díjátadóján.

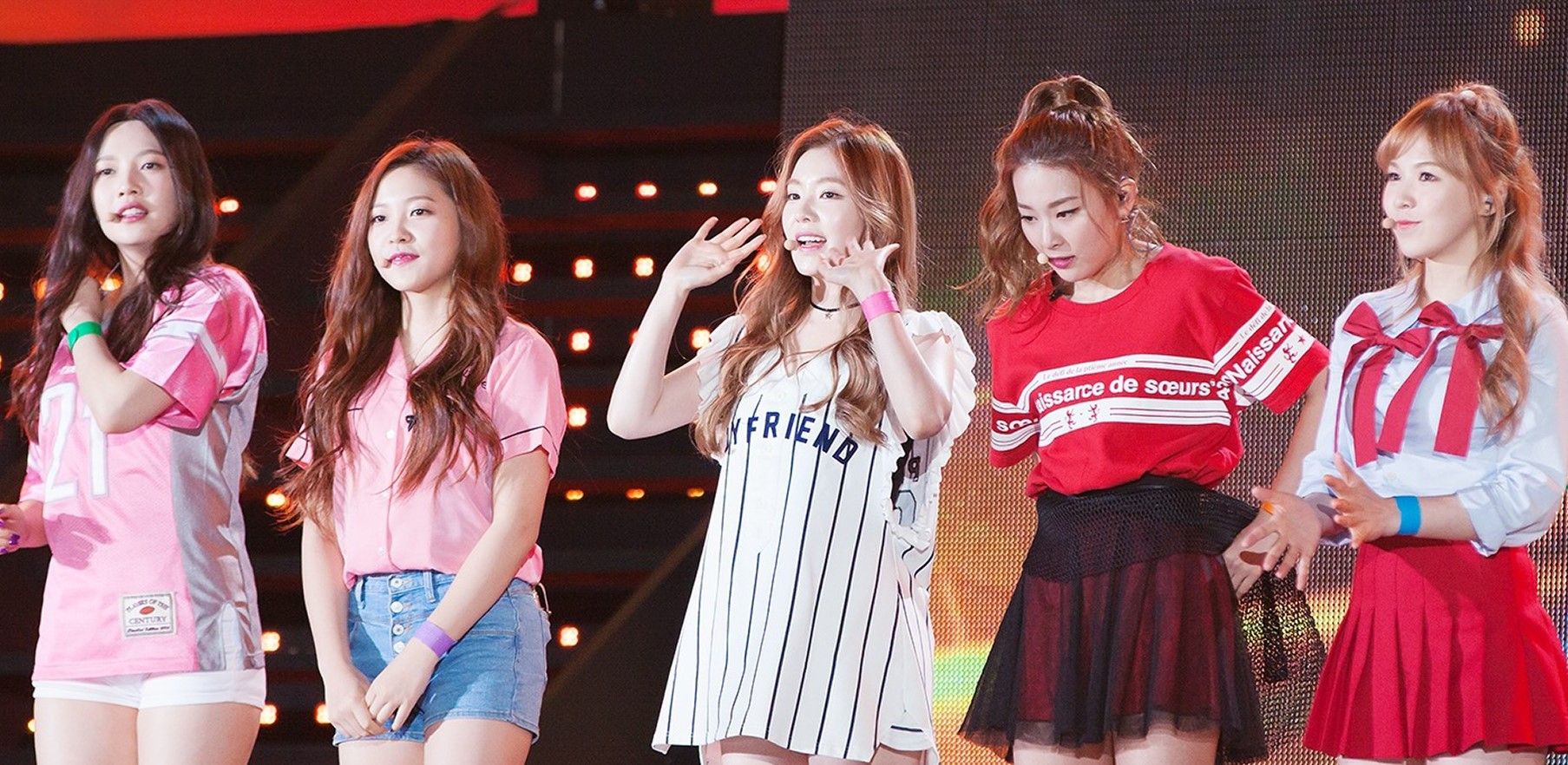
Red Velvet az Incshoni Hallyu K-pop Concert-en 2015 októberében

Miután hírek arról számoltak be, hogy a csoport 2015 februárjában egy sivatagban forgatott a kaliforniai Palmdale mellett, az SM Entertainment bejelentette, hogy Yeri, az SM Rookies egykori tagja, 2015. március 11-én hivatalosan is csatlakozik a csoporthoz. Yeri volt az SM Rookies egyik megmaradt női gyakornoka, aki megjelent a csoport Happiness című videoklipjében, és először egy Rookie Station videó és egy csoportos előadás révén mutatta be a nagyközönségnek az SM Town Live World Tour IV rendezvényen. Az Automatic megjelenésével megelőzve a csoport első minialbuma, az Ice Cream Cake 2015. március 17-én jelent meg kritikus és kereskedelmi siker érdekében. Az album második kislemeze, az Ice Cream Cake jelentette a kereskedelmi áttörést. Március 19-én a csoport albumbemutatót tartott a Ice Cream TV-n, a Naver Music-on keresztül sugárzott programnak, amelyet a Shinee Minhója vezetett. Március 27-én megnyerték első zenei show-trófeájukat a KBS Music Bank showján, és az album a dél-koreai lánycsoport legkeresettebb albumává vált 2015 első félévében a Hanteo Charton. 2015 augusztusában a Red Velvet tartotta első amerikai fellépését az éves KCON konferencia és zenei fesztivál idején, Los Angelesben, Kaliforniában. A csoport 2015. szeptember 9-én jelentette meg első teljes hosszúságú albumát, The Red címmel. kritikai és kereskedelmi sikerek mellett. A Billboard Jeff Benjaminja a The Red -et "lenyűgöző, szilárd debütáló album"-ként írta le, kijelentve, hogy "nagy dolgokat jelez ahhoz a cselekményhez, amelyet szeretett női kiadótársaik, mint a Girls 'Generation és az f(x) nyomdokaiba lépése fog követni."  Az album a Billboard World Albums Chart és a dél-koreai Gaon Album Chart első helyén debütált  és megjelent a Billboard " 2015 legjobb 10 K-Pop albumának" listáján. A Dumb Dumbvezető kislemez a Gaon Digital Chart második és a Billboard World Digital Songs toplistáján a harmadik helyet érte el, miközben a Dazed "Top 20 K-pop Tracks of 2015" listájának első helyén szerepelt. A Dumb Dumb videoklipje szerepelt, mint az egyetlen nem angol nyelvű bejegyzés a Rolling Stone "10 legjobb zenei videója 2015-ben" cikkjében.  A Red Velvet részt vett az SM Entertainment különleges karácsonyi projektjében, a Winter Gardenben, amely szintén részt vett az f(x) és BoA, és kiadták a Wish Tree című dalt 2015. december 18-án.

### 2016–2017:The Velvet,Russian Roulette,Rookie,The Red Summer, első koncert ésPerfect Velvet

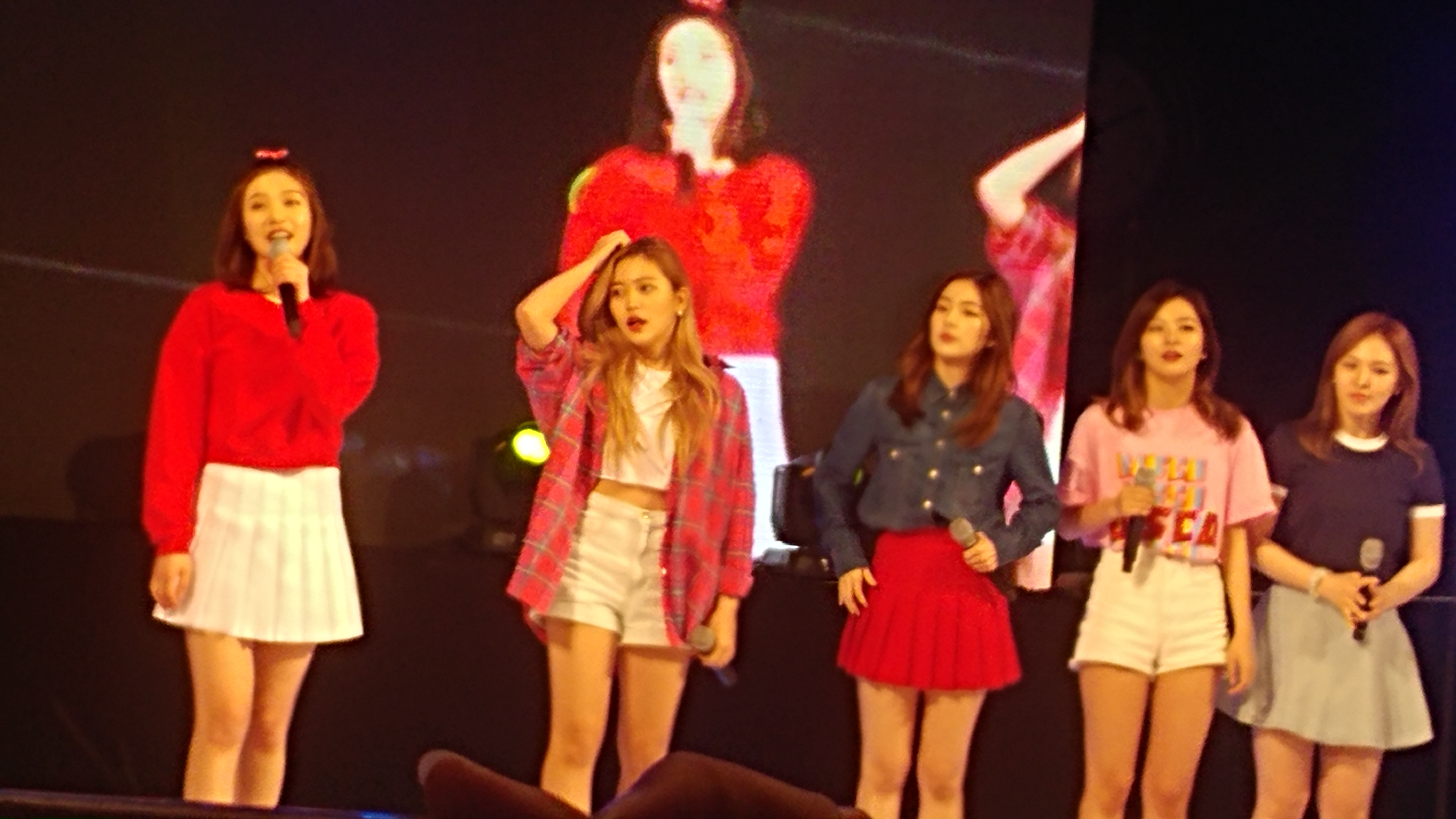
Red Velvet a színpadon, a Mijongi Egyetemi Fesztiválon 2016-ban

A Red Velvet második, a The Velvet című minialbuma 2016. március 16-án készült megjelenni; az SM Entertainment azonban bejelentette, hogy a zenei videó és az album kiadása késik "a munka magas színvonalának garantálása érdekében". Az One of These Nights album és címadó daluk (koreai cím:7월 7일 ()) csak március 17-én jelent meg. Az album bemutatja a csoport koncepciójának sima R&B hatású "bársonyos" oldalát, és közvetlenül követi a The Red  című albumot, amely kiemelte a csoport fényes és merész "vörös" személyét.
A csoport 2016. szeptember 7-én adta ki harmadik középlemezét, Russian Roulette címmel. Az album hét számból állt, a vezető kislemez Russian Roulette címmel. 2016. szeptember 13-án a Red Velvet megszerezte az első zenei show győzelmét a Russian Roulette-ért a The Show-n. A szám a Gaon Digital Chart és a Billboard World Digital Songs toplistájának második helyén tetőzött, ezzel mindkét listában a legmagasabb rangsoron szerepeltek.
2017. február 1-jén a Red Velvet kiadta a Rookie-t, a középlemezt, amely hat számból állt, és a Rookie címadó dalból, valamint Wendy szóló dalát "Last Love" (마지막 사랑 ()) címmel adta elő. Az album a heti Gaon Album Chart, valamint a Billboard World Albums Chart élén állt. A csoport első zenei show-győzelmét a Rookie-val szerezte meg a The Show-ban február 7-én, majd a Show Champion-ban, az M Countdown-ban, a Music Bank-ban és az Inkigayon. Március 31-én a csoport kiadta az SM Station 2 első kislemezét Would U címmel. Július 27. és szeptember 10. között a Red Velvet szerepelt az első valóságtelevíziós programjukban, a Level Up Project-ben, amely felvételeket mutatott be thaiföldi útjukról. A műsor 23 epizódot sugárzott, és Joy tag nélkül forgatták, aki a The Liar and His Lover című drámát forgatta, ahol ő volt a női főszereplő.

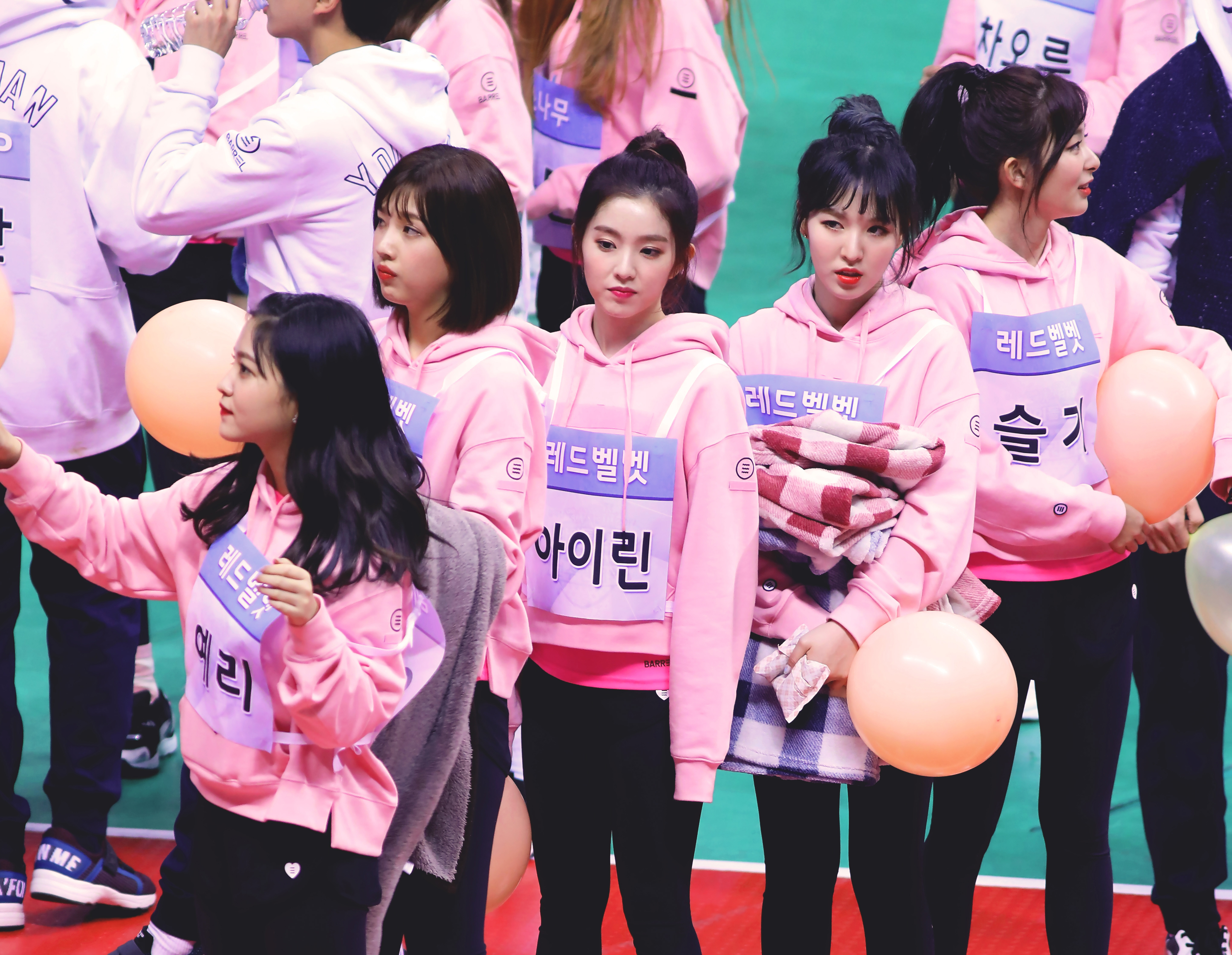
Red Velvet részt vesz a Idol Star Athletics Championships-en 2017-ben

2017. július 9-én a Red Velvet kiadta első nyári középlemezét, The Red Summer címmel, a Red Flavor  (빨간 맛) címadó dallal. A középlemez kereskedelmi sikert aratott, a Gaon Album Chart és a Billboard World Albums Chart élén állt. Ez volt a harmadik első kiadásuk, és ezzel felállította a listán "A legtöbb első helyezésű album egy K-pop lánycsoport által" rekordját. Ezenkívül a Red Flavor a Gaon Digital Chart tetején debütált, az EP másik négy dala szintén a Top 50-be került.
Augusztus 18-án a csoport első önálló koncertjét Red Room címmel 11 000 fős közönségnek tartotta. Bár eleinte kétnapos koncertnek tervezték, a kereslet miatt újabb napot adtak hozzá. Október 4-én az SM Entertainment japán weboldalán keresztül jelentette be, hogy a csoport első bemutatója Japánban lesz . A "Red Velvet Premium Showcase F'U'N Room Reveluv-Baby Party"-ra a tokiói Yebisu The Garden Hallban került sor október 23-án. Először adták elő koreai dalaik Dumb Dumb és Red Flavor japán verzióit. A bemutató után hivatalosan bejelentették, hogy a Red Velvet "Red Room" koncertjét 2018-ban Japánban rendezik.
A Red Velvet újra elővette a "bársonyos" koncepciót azzal, hogy 2017. november 17-én kiadta második teljes hosszúságú albumát, a Perfect Velvet-et a Peek-a-Boo című kislemezzel. Első "bársonyos" kiadásuktól eltérően az album és a kislemez egyaránt kereskedelmileg sikeres volt. Az album a Billboard világlemezlistájának csúcsán tetőzött. A Peek-a-Boo a Billboard World Digital Songs toplistáján a 2. helyet érte el, és 2016-os Russian Roulette kislemezével kötött helyet. Dél-Koreában az album és a Peek-a-Boo kislemez egyaránt a Gaon Album Chart és a Gaon Digital Chart 2. helyén szerepel. A Rookie, a The Red Summer és a Perfect Velvet kiadása ugyanazon évben, a Red Flavor kislemez népszerűségével és a tengerentúlon elért sikereikkel együtt a Red Velvet "top girl group" státuszt ért el Dél-Koreában; státuszukat tovább erősítette, amikor a Perfect Velvet több mint 100 000 példányt adott el, és a Peek-a-Boo az Inkigayo zenei programban az első helyet szerezte meg a dal utolsó promóciós napján, ezzel bizonyítva annak hosszú élettartamát a toplistákon.

### 2018:The Perfect Red Velvet, Japán debütálás,Summer Magic,RBBés turnék
A csoport 2018. január 29-én jelentette meg a Perfect Velvet új kiadását, a The Perfect Red Velvet-et. A Perfect Velvet összes dalán kívül öt új zeneszámot tartalmazott, a "Bad Boy" kislemezt pedig fődalként népszerűsítették.
Az album a megjelenésekor a Gaon Album Chart élén állt, míg a "Bad Boy" a Gaon Digital Chart 2. helyén debütált. A Perfect Red Velvet a Billboard World Albums toplistájának 3. helyén is szerepelt, míg a "Bad Boy" a World Digital Songs toplistáján a 2. helyen debütált. Red Velvet belépett a Top 10-re a Billboard Social 50 toplistájára az első alkalommal, a kilencedik helyre. Az album azt is jelentette, hogy először jelent meg a csoport a Canadian Hot 100-on, és a 87. helyen szerepel, ezzel a hetedik K-pop előadó és a harmadik női K-pop együttes, ami a listán szerepel. A Red Velvet számos dél-koreai zenei show-ban népszerűsítette a dalt, és február 8-án megszerezte első zenei show-győzelmét a Show Champion-on  a Bad Boy című dallal. Decemberben a Billboard a "Bad Boy" -t választotta az év legjobb K-pop dalának.

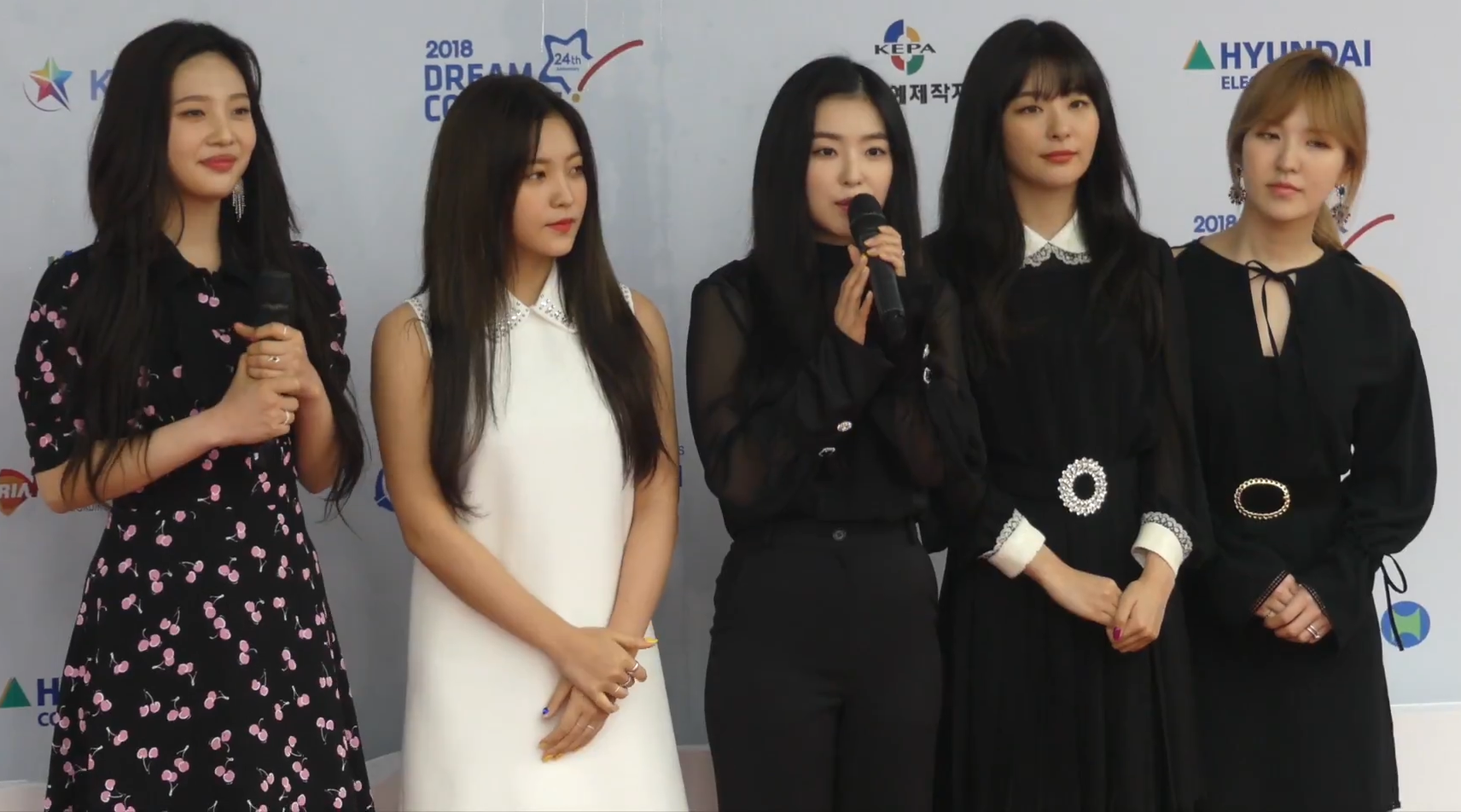
Red Velvet a Dream Concert-en 2018. május 12-én

A Red Velvet "Red Room" szólókoncertjét Japánban, Tokióban tartották március 28-án és 29-én a Musashino Forest Sports Plazában, a 10 000 férőhelyes helyszínen, amelyet a 2020-as tokiói olimpiára használtak . A második napon a csoport bejelentette, hogy hivatalosan júliusban debütálnak Japánban. 2018. május 29-én a Red Velvet más válogatott dél-koreai művészek mellett fellépett egy inter-koreai koncerten, az észak-koreai Phenjanban , így ők az SM Entertainment első művészei tizenöt évvel azután, hogy a Shinhwa fellépett Észak-Koreában.
2018. április 29-én a Red Velvet megtartotta első rajongói találkozóját a chicagói Rosemont Színházban, 4000 fős közönség számára. Ez az esemény 2016 óta az Egyesült Államokbeli női K-pop csoport első önálló fellépése volt. A csoport később májusban és júniusban hat japán városban járt be, és összesen 20 000 fős közönséget ért el. #Cookie Jar címmel debütáló japán középlemezüket 2018. július 4-én adta ki az Avex Trax kiadó, és hat új dalt tartalmazott, köztük a Dumb Dumb, a Russian Roulette és a Red Flavor japán változatát. A többi dal a következő volt: #Cookie Jar, Aitai-tai és Cause it's you. A középlemez az Oricon Weekly Albums toplistájának harmadik helyén debütált és az első japán megjelenési héten 26 124 példányt adott el.
2018. július 19-én a Red Velvet bejelentette, hogy visszatérnek, és a szabadban, Kjonggi-ban forgatták videoklipjüket. Az új album dalait a Red Velvet második koncertjén, a Redmare-en adták elő, Szöulban, augusztus 4–5-én. Augusztus 6-án a Red Velvet kiadta második nyári középlemezét, a Summer Magic-et, amely nyolc számot tartalmaz, köztük egy bónusz számot és egy iTunes exkluzív számot. Vezérlemeze, a Power Up karrierje során először Perfect All-kill lett, amikor megjelenése során Dél-Korea összes valós idejű, napi és heti zenei listáját az élen járta. A Power Up című videoklip volt az egyetlen K-pop zenei videó, amely bekerült a Billboard 2018-as 50 legjobb zenei videó listájába. Szeptemberben és októberben a csoport Redmare koncertsorozatát Bangkokba, Tajpejbe és Szingapúrba vitték.
A Red Velvet kiadta 2018-ban harmadik albumát, és ötödik középlemezét november 30-án. Az RBB címet viselő EP hat számot tartalmaz. A vezető kislemezek az "RBB (Really Bad Boy)" és annak angol változata voltak.

### 2019–napjainkig: Folytatott turnézás,Sappy,The ReVe Festivalés első alegység

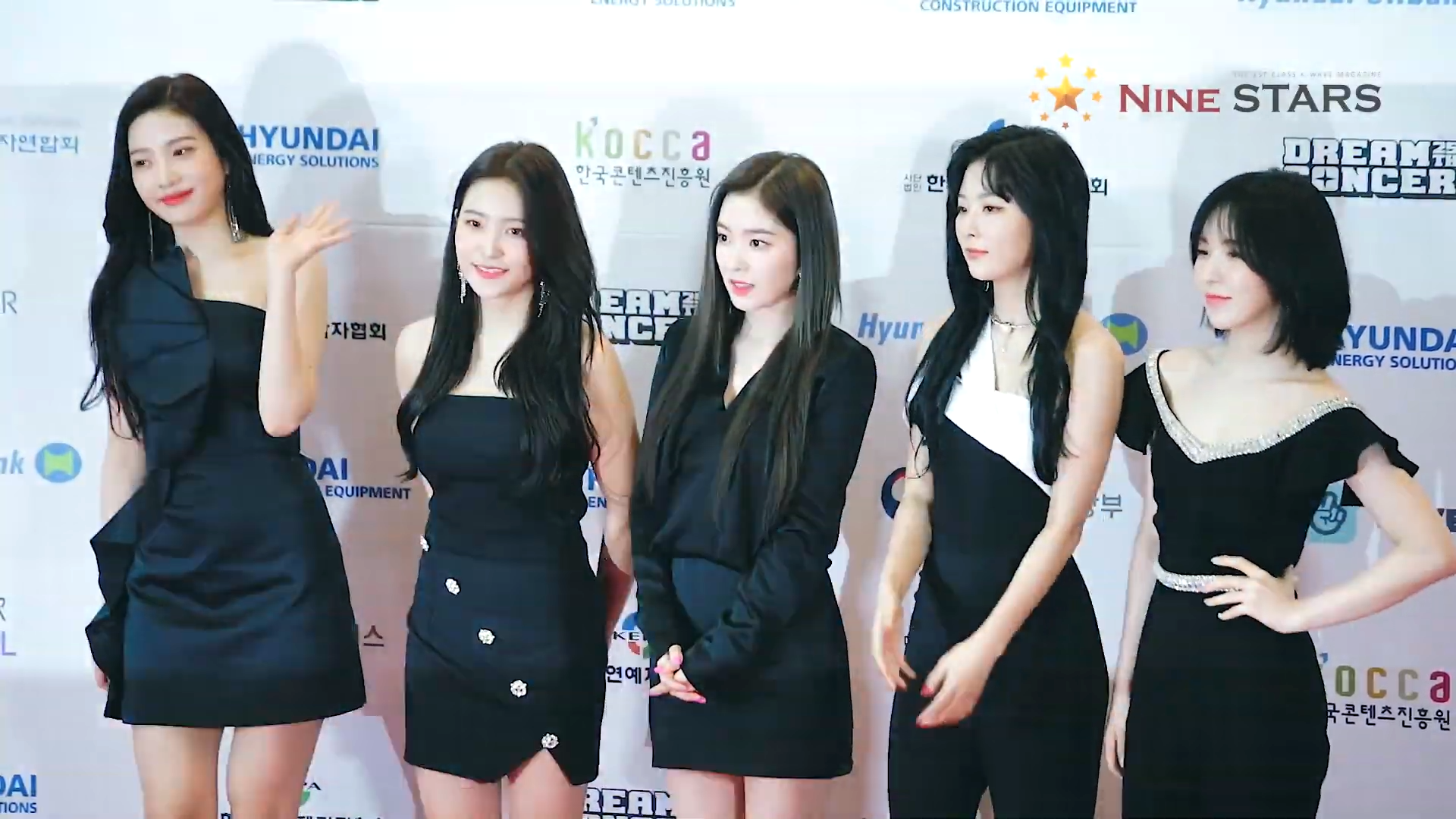
Red Velvet a Dream Concert-en 2019. május 18-án

2019. január 6-án a Red Velvet kiadta első japán digitális kislemezét, Sappy címmel. A csoport február 20-án kiadott egy másik japán kislemezt, a Sayonara -t. Mindkét kislemez szerepel a második japán középlemezen, a Sappy-n, amely május 29-én jelent meg; a középlemez emellett tartalmazza a Peek-a-Boo, a Rookie és a Power Up japán verzióit, valamint egy új dalt Swimming Pool néven. Februárban a Red Velvet elindult Redmare turnéjának észak-amerikai szakaszára. Előadásokat tartottak Los Angelesben, Dallasban, Miamiban, Chicagóban és Newarkban az Egyesült Államokban, valamint Torontóban és Vancouverben Kanadában, és ők lettek az első K-pop lánycsoport, amely három év alatt tartott észak-amerikai turnét. Április 5-én a Red Velvet a Close to Me remixelt változatában szerepelt Ellie Goulding és Diplo mellett, Yeri és Wendy koreai dalszöveggel közreműködtek a dalban. A dal elnyerte a Choice Electronic / Dance Song díjat a 2019-es Teen Choice Awards-on.
Június 19-én a Red Velvet kiadta hatodik koreai középlemezét, The ReVe Festival: Day 1 címmel  amely a Zimzalabim című kislemezt tartalmazta és a The ReVe Festival trilógia első bejegyzése volt, majd a hetedik középlemez, a The ReVe Festival: Day 2, aminek az Umpah Umpah című kislemeze követte  augusztus 20-án. A kislemez elnyerte az Év dalát a 2019-es Asia Artist Awardson, november 26-án. A trilógia utolsó kiadása, a The ReVe Festival: Finale december 23-án jelent meg a Psycho kislemezzel. A The ReVe Festival trilógia népszerűsítése érdekében a csoport elindult harmadik turnéjára, a La Rouge-ra, amely november 23-án és 24-én kezdődött Szöulban. 2020 elején a La Rouge arénaturneként folytatódott Japánban Wendy nélkül, aki egy színpadi balesetet szenvedett az SBS Gayo Daejeon 2019-es december 25-i szólópróbája során.
Három japán rendezvény után a COVID-19 járvány miatt elhalasztották az utolsó két Jokohamai La Rouge koncertet.
2020-ban a Red Velvet szerepelt a Trolls World Tour animációs zenés filmben, amely a K-pop-os trollokat képviselte, és a Russian Roulette című daluk is szerepel a filmben. A film minden idők legnagyobb digitális bemutatója volt, és streaming rekordokat döntött. Április 21-én az SM Entertainment megerősítette, hogy Irene és Seulgi alkotják a Red Velvet első alegységét, és hogy a duó előkészíti első nagy kiadását, 2020 júniusa körül. A kiadás végül elmaradt, és a Red Velvet – Irene & Seulgi július 6-án jelentette meg első középlemezét, Monster címmel. Augusztus 21-én a Red Velvet kiadta az SM Station kislemezét, amely a BoA Milky Way-jének feldolgozása volt, a BoA 20. debütáló évfordulóját ünneplő projekt részeként. Ez egyúttal Wendy részleges visszatérését jelentette a csoportba 8 hónappal a színpadi balesete után.

## Művészetük
A Red Velvet zenéje és közvéleménye kontrasztos "vörös" és "bársonyos" oldalakon játszik. A "piros" fele intenzív és magával ragadó képet mutat, míg a "bársonyos" oldaluk nőiesebb és lágyabb. Legutóbbi munkájuk keveri a két oldalt, érzékiséget, színt és kifinomultságot közvetítve. Zeneileg a "vörös" oldal túlnyomórészt a popzene műfajába tartozik, "bársonyuk" pedig elsősorban R&B és balladák; a csoport azonban más műfajokkal is kísérletezik. A Red Velvet kettős koncepciója a tagok stílusát is befolyásolja. "Piros" koncepciójukban általában színes, hagyományosan lányos ruhákba öltöznek, például pasztell pulóverek és szoknyák a Ice Cream Cake-ben, a piros babaruhák pedig a Dumb Dumb -ban. Érettebben öltöznek "bársonyos" oldalukhoz, például a Be Natural-nál öltönyben.

## Nyilvános kép és fogadtatás
A Red Velvet dicséretet kapott a dél-koreai népszerű lánycsoportok sztereotípiáinak megsértése miatt, akik hajlamosak vagy "aranyos és tiszta", vagy "szexi" koncepciókat használni. Egy olyan országban, ahol a lánycsoportok rajongói többnyire férfiak, Taylor Glasby, a Dazed Digital munkatársa megjegyezte, hogy a Red Velvet rajongóinak többsége fiatal nő. Az IZE Magazine a csoportot az egyik sikeres női figurának nevezte, aki segített átalakítani a dél-koreai nők "passzív imázsát". A Billboard arról számolt be, hogy a Red Velvet volt az év legkedveltebb K-pop csoportja a népszerű Reddit internetes fórumon minden nem és szexuális identitás között.
A Red Velvet zenei sokoldalúsága miatt a Time magazin elismerte a világ egyik legjobb K-pop csoportját. A Red Velvet dicséretet kapott márkafelismerésükért és marketing erejükért is, mivel többször is az élen állt a Koreai Vállalati Hírnév Kutató Intézet által közzétett „Girl Group Brand Power Ranking” rangsorban. 2019 novemberében a Billboard a Red Velvet-et "a legjobb élő idolcsoportként" koronázta meg, a Red Flavort pedig a 2010-es évek második legjobb K-pop dalának nevezte. A Red Velvet 2018-ban Phenjanban nyújtott teljesítménye – amely a hetedik, Észak-Koreában fellépő és 2003 óta első  idolcsoport lett – egy szélesebb diplomáciai kezdeményezés része volt Dél-Korea és Észak-Korea között  és elismerést érdemelt a csoport számára Dél-Korea Kulturális, Sport- és Idegenforgalmi Minisztériumától a dél-koreai népi kultúra terjesztésében való közreműködéséért. A Koreai Nemzetközi Kulturális Csere Alapítványának igazgatója a Koreai Hullám 2018-ban folytatott tárgyalásán a Red Velvet-t említette meg mint főszereplőt és az ország egyik legtehetségesebb idolcsoportját, akik "nagyrészt népszerűsítették a K-popot" szerte a világon.

## Tagok
- Irene (배주현)
- Seulgi (강슬기)
- Wendy (손승완)
- Joy (박수영)
- Yeri (김예림)

## Diszkográfia
- The Red (2015)
- Perfect Velvet (2017)

## Filmográfia

### Reality show-k
- Level Up Project!

### Film
| Év   | Cím               | Szerep         | Jegyzet                                | Ref.    |
| ---- | ----------------- | -------------- | -------------------------------------- | ------- |
| 2015 | SMTown: The Stage | Saját maguk    | Életrajzi film                         | [ 135 ] |
| 2020 | Trolls World Tour | The K-Pop Gang | Számítógépes animációs, zenés vígjáték | [ 136 ] |

### DVD-k
- Red Velvet DVD & Blu-ray “ Red Velvet 1st Concert “Red Room” in JAPAN [137]
- Red Velvet DVD & Blu-ray " Red Velvet 2nd Concert “REDMARE” in JAPAN [138]

## Koncertek és turnék
- Red Velvet 1st Concert "Red Room" (2017–2018)
- Red Velvet 2nd Concert "Redmare" (2018–2019)
- Red Velvet 3rd Concert "La Rouge" (2019–2020)

## Fordítás
Ez a szócikk részben vagy egészben  a   Red Velvet (group) című angol Wikipédia-szócikk ezen változatának fordításán alapul.  Az eredeti cikk szerkesztőit annak laptörténete sorolja fel. Ez a jelzés csupán a megfogalmazás eredetét és a szerzői jogokat jelzi, nem szolgál a cikkben szereplő információk forrásmegjelöléseként.